# Наумов, Анатолий Иванович
Анато́лий Ива́нович Нау́мов (25 ноября 1938, Москва — 31 октября 1988, Москва) — советский учёный, специалист в области физики элементарных частиц и теоретической физики.

## Биография
В 1961 году окончил физический факультет МГУ. В 1967 году получил ученую степень кандидата физико-математических наук, затем некоторое время преподавал на кафедре теоретической физики МГУ. C 1975 года и до конца своей жизни работал в МГПИ в должности доцента кафедры теоретической физики.